# Beneluxbrug
De Beneluxbrug is een brug over het kanaal Kortrijk-Bossuit, in de Belgische stad Harelbeke (provincie West-Vlaanderen). De brug werd aangelegd in de jaren 1970, samen met de Beneluxlaan, vroeger de Europalaan. Bij de gemeentefusie in 1977 in Harelbeke werd de Europalaan hernoemd tot de Beneluxlaan. De brug over het kanaal kreeg daarbij de naam Beneluxbrug.
De Beneluxbrug ligt dicht bij het Kanaalbos en de wijk Keizerhoek, en verbindt Stasegem met Zwevegem. In 2015 werden herstellingswerken uitgevoerd na meerdere aanrijdingen.
De brug is populair bij zwemmers en duikers tijdens de zomermaanden.